# Batalha de Alfarrobeira
A Batalha de Alfarrobeira foi o recontro travado entre o jovem rei D. Afonso V e o Infante D. Pedro seu tio, em 20 de Maio de 1449, junto da ribeira do lugar de Alfarrobeira, em Vialonga, perto de Alverca. No princípio do ano de 1448, aconselhado por seu tio bastardo Afonso, Duque de Bragança, pelo Conde de Ourém e pelo arcebispo de Lisboa, decidiu D. Afonso V afastar do governo do reino, seu tio, que abandonou a corte, a pretexto da administração das suas terras e se instalou na casa ducal de Coimbra.
A intriga surtiu efeito no espírito do monarca que não atendeu às tentativas de conciliação quer do próprio D. Pedro, que lhe escreveu renovando a sua obediência e defendendo-se das calúnias, quer do Infante D. Henrique e do conde de Avranches, que pretenderam evitar o drama.
O rei escreve no final de 1448 ao duque de Bragança, requisitando-o à corte mas acompanhado de escolta uma vez que teria de atravessar terras de Coimbra. D. Pedro, sabedor da vinda do seu inimigo, proíbe-lhe a passagem por suas terras e é considerado súbdito desleal ao rei. Logo se publicam éditos contra o Infante e seus aliados e o rei investe, com as suas tropas, na tentativa de submetê-los, instalando-se em Santarém; por sua vez D. Pedro desce de Coimbra em direcção a Lisboa e encontra as tropas reais no lugar de Alfarrobeira, em Vialonga.
Travada a batalha, as tropas do monarca saem vitoriosas e o Infante morre no combate e com ele vários fidalgos que o acompanhavam, nomeadamente o seu "braço direito", D. Álvaro Vaz de Almada, detalhado elaboradamente na crónica de Rui de Pina.
Foi geral a reprovação europeia, perante a conduta de D. Afonso V, e D. Isabel de Portugal, Duquesa da Borgonha, recolhe na corte da Borgonha os sobrinhos órfãos D. Jaime, mais tarde arcebispo de Lisboa e cardeal, D. João, futuro príncipe de Antioquia e D. Beatriz, futura esposa de Adolfo de Clèves, senhor de Ravenstein. 
Em resumo, Alfarrobeira representa o triunfo da corrente senhorial sobre os princípios de centralização régia que já anunciam a Idade Moderna. Contudo, convém lembrar que este embate, em parte, foi um conflito entre as duas grandes casas senhoriais da altura, Coimbra e Bragança, numa querela originada nos inícios da Regência, logo após a morte do Rei D. Duarte.